# ماساهارو ناكاجاوا
ماساهارو ناكاجاوا هو سياسي ياباني، ولد في 10 يونيو 1950 في ماتسوساكا في اليابان. حزبياً، نشط في الحزب الديمقراطي الياباني وحزب الآفاق الجديدة. في الانتخابات العامة اليابانية 2017، انتخب عضو مجلس النواب من اليابان عن دائرة Mie 2nd district ‏ وقد انضم خلال فترته النيابية ‏ (22 أكتوبر 2017 – ) للكتلة البرلمانية مستقل وانتخب وزير التربية والثقافة والرياضة والعلوم والتقانة ‏ (2 سبتمبر 2011 – 13 يناير 2012) وانتخب عضو مجلس النواب من اليابان عن دائرة Mie 2nd district ‏ وقد انضم خلال فترته النيابية ‏ للكتلة البرلمانية الحزب الديمقراطي الياباني.

## وصلات خارجية
- الموقع الرسمي